# Berner Alpenbahngesellschaft BLS
De Berner Alpenbahngesellschaft (afgekort BLS) (Bern–Lötschberg–Simplon) is een Zwitserse spoorwegmaatschappij die op 27 juli 1906 voor de bouw van de Lötschberg spoorlijn gelegen in kanton Bern werd opgericht. Het hoofdkantoor van de BLS is in Bern.
De Regionalverkehr Mittelland (RM) fuseerde in juni 2006 met de Berner Alpenbahngesellschaft BLS tot een nieuwe BLS AG, deze nieuwe Geselschaft werd op 27 juni 2006 operationeel.

## Geschiedenis
De Berner Alpenbahngesellschaft begon op 15 oktober 1906 de bouw van de Lötschbergtunnel en nam op 1 januari 1907 de Spiez-Frutigen-Bahn over.
Toen ook de zuidelijke helling Goppenstein – Brig gereed kwam kon op 15 juli 1913 werd het doorgaande treinverkeer op de 74 km lange traject van Spiez naar Brig mogelijk.
In het traject zaten oorspronkelijk 33 tunnels, 3 lawinegalerijen en 22 bruggen.

### Trajecten
De Berner Alpenbahngesellschaft trajecten zijn:
- Spiez – Lötschbergtunnel – Brig
- Thun – Interlaken Ost – Bönigen
- Bern – Kerzers – Neuchâtel
- Grenchenbergtunnel in het traject Delémont - Biel/Bienne

## Elektrische tractie
Het lijnennet van de BLS werd vanaf de opening geëlektrificeerd met een spanning van 15.000 volt 16 2/3 Hz wisselspanning. Op een proeftraject tussen Spiez en Frutigen heeft men frequentie van 15 Hz ingebouwd. In 1913 legden de Verwaltungen van Preussen, Bayern en Baden de frequentie vast op 16 2/3 Hz. Deze verandering kon zonder hoge kosten door gevoerd worden. De installatie werd voor de officiële opening omgebouwd tot 16 2/3 Hz.

## Fusies en overeenkomsten
De Lötschbergbahn fuseerde in 1913 met de spoorlijn Scherzligen (Thun) – Spiez – Interlaken – Bönigen Thunerseebahn (TSB) en de Dampfschiffahrt op de Thuner- en Brienzersee van de Thunerseebahn (TSB).
Tussen de BLS en de volgende spoorweg bedrijven bestond een exploitatie overeenkomst:
- Spiez-Erlenbach-Zweisimmen-Bahn (SEZ), 35 km
- Gürbetal-Bern-Schwarzenburg-Bahn (GBS), 52 km
- Bern-Neuenburg-Bahn (BN), 43 km

In 1907 volgde:
- Bern-Schwarzenburg-Bahn (BSB), 31 km

Het BSB-traject van Bern naar Schwarzenburg werd op 1 juni 1907 geopend.
In 1915 volgde nog:
- Münster-Lengnau-Bahn (MLB), 13 km

De Münster-Lengnau-Bahn behoorde vanaf de opening op 1 oktober 1915 van de Grenchenbergtunnel aan de Berner Alpenbahngesellschaft BLS. De BLS exploiteerde de tunnel en zorgde voor het onderhoud aan de spoorinrichtingen, spoorbaan en de tunnel. Het treinverkeer werd toen door de SBB geëxploiteerd. De lengte van de tunnel was 8.578 meter.
Het personeel en het materieel werden op alle lijnen steeds gemeenschappelijk gebruikt. Alleen bij het materieel was te zien dat het om verschillende bedrijven ging. Het materieel werd gemeenschappelijk besteld, maar wel op verschillende trajecten in gezet. Het onderhoud aan het materieel werd gemeenschappelijk uitgevoerd. De meeste bedrijven bevonden zich in de Kantons Bern, hierdoor werden ze allemaal genoemd als Berner Descretbahnen (Berner spoorwegen).
Het traject tussen Bern Hauptbahnhof en Bern Fischermätteli wordt gemeenschappelijk met de SBB gebruikt. Dit 5 km lange gedeelte werd in 1920 geëlektrificeerd.
In 1997 fuseerden de SEZ, GBS, BN met de BLS om verder te gaan als BLS Lötschbergbahn AG.
In 2000 werd een basis overeenkomst tussen BLS en SBB ondertekend. Hierin werd afgesproken dat BLS van SBB het Regionalverkehr (S-Bahn Bern) overnam en dat SBB het lange afstandverkeer over de Lötschberg kreeg. BLS verzorgde tot dus verre ook lange afstandverkeer zoals Eurocity naar Amsterdam (tot Basel SBB) Op 12 december 2004 werd het verdrag getekend. BLS kreeg hierdoor ook de Emmentalbahn tussen Bern en Luzern.

## Externe links

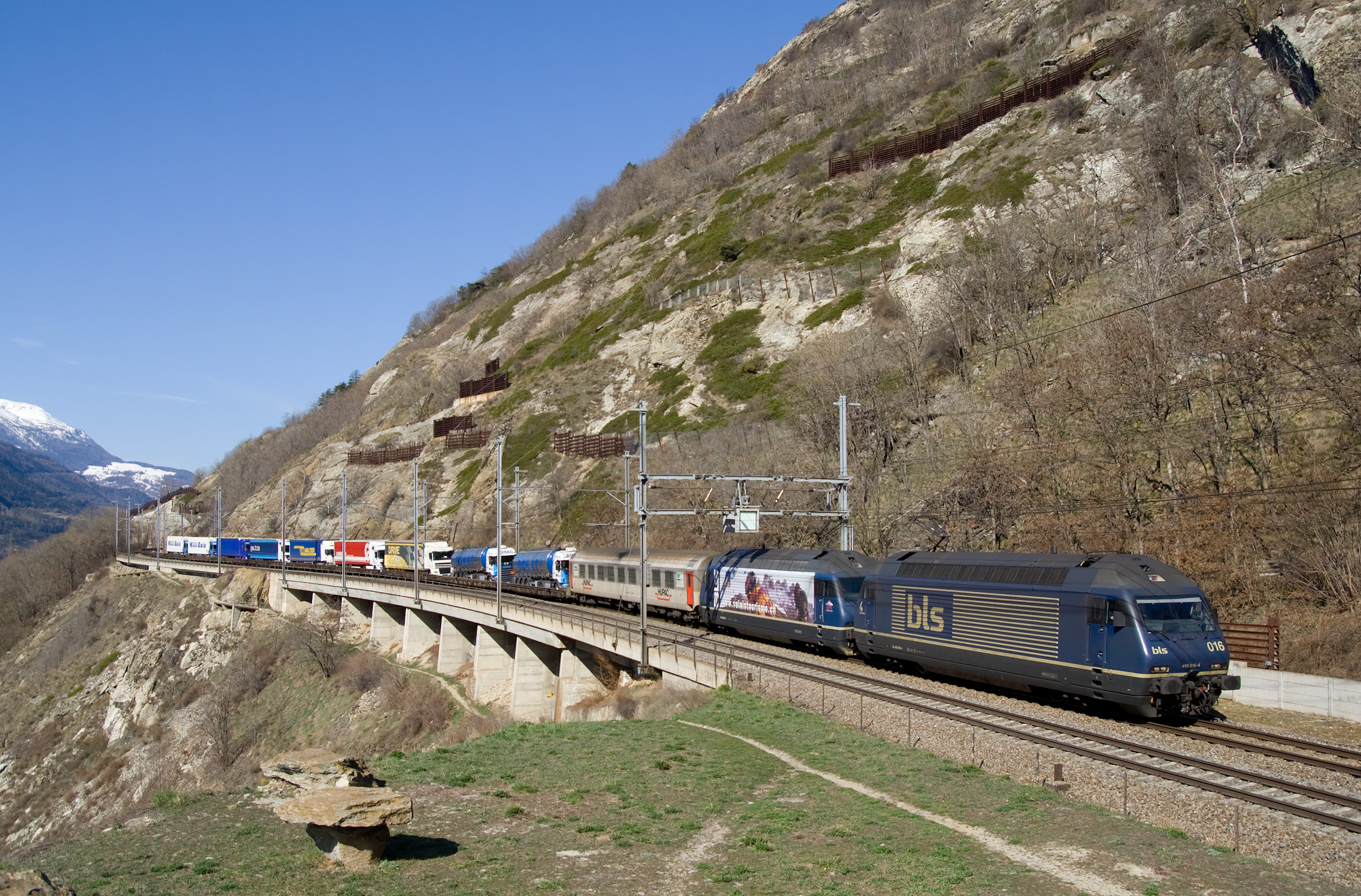
RoLa op de zuidelijke helling van de Lötschberg, getrokken door twee BLS Re 465